# Трагедія Карпатської України (фільм, 1940)
Трагедія Карпатської України — українська чорно-біла документальна стрічка 1940 року режисера Василя Авраменка, яка містить унікальні кадри про Карпатську Україну. Прем'єра стрічки відбулась 1 квітня 1940 року в США.
Повний переклад стрічки українською зробив YouTube-канал «Просвітницька Спілка України» у 2024 році.

## Історія створення
Навесні 1939 року Каленик Лисюк з сином Петром прибув на Закарпаття, щоб зафільмувати проголошення незалежності Карпатської України. Під враженням від подій в Карпатській Україні Каленик Лисюк вирішив зняти фільм про становлення Української Держави на Закарпатті. Після загарбання Карпатської України угорцями, Каленик Лисюк переїхав у Словаччину та продовжив працю над своєю документальною стрічкою. У Словаччині було проведено реконструкцію подій в Карпатській Україні. 
У 1940 році на «Авраменко Фільм Продакшен» у Нью-Йорку стрічку «Трагедія Карпатської України» було змонтовано, і 15 квітня цього ж року відбулась її прем'єра.

## Творчий колектив
- Режисер — Василь Авраменко
- Оператор — Каленик Лисюк
- Продюсер — Василь Авраменко, Фред (Федір) Пелех
- Композитор — Антін Рудницький
- Монтажер — Джек Кемп
- Постановник спецефектів — М.Ф.Брода
- Оповідач — Джон Ідз